# Coffea decaryana
Coffea decaryana är en måreväxtart som beskrevs av J.-f.Leroy. Coffea decaryana ingår i släktet Coffea och familjen måreväxter. Inga underarter finns listade i Catalogue of Life.